# Skalky
Skalky är ett berg i Tjeckien.   Det ligger i regionen Olomouc, i den östra delen av landet, 180 km öster om huvudstaden Prag. Toppen på Skalky är 735 meter över havet.
Terrängen runt Skalky är kuperad norrut, men söderut är den platt. Runt Skalky är det ganska glesbefolkat, med 31 invånare per kvadratkilometer. Närmaste större samhälle är Boskovice, 9,5 km väster om Skalky. I omgivningarna runt Skalky växer i huvudsak blandskog.